# Apodanthera congestiflora
Apodanthera congestiflora är en gurkväxtart som beskrevs av Célestin Alfred Cogniaux. Apodanthera congestiflora ingår i släktet Apodanthera och familjen gurkväxter. Inga underarter finns listade i Catalogue of Life.